# Odontomyia pictifrons
Odontomyia pictifrons är en tvåvingeart som beskrevs av Friedrich Hermann Loew 1854. Odontomyia pictifrons ingår i släktet Odontomyia och familjen vapenflugor. Inga underarter finns listade i Catalogue of Life.